# Rother-Stift

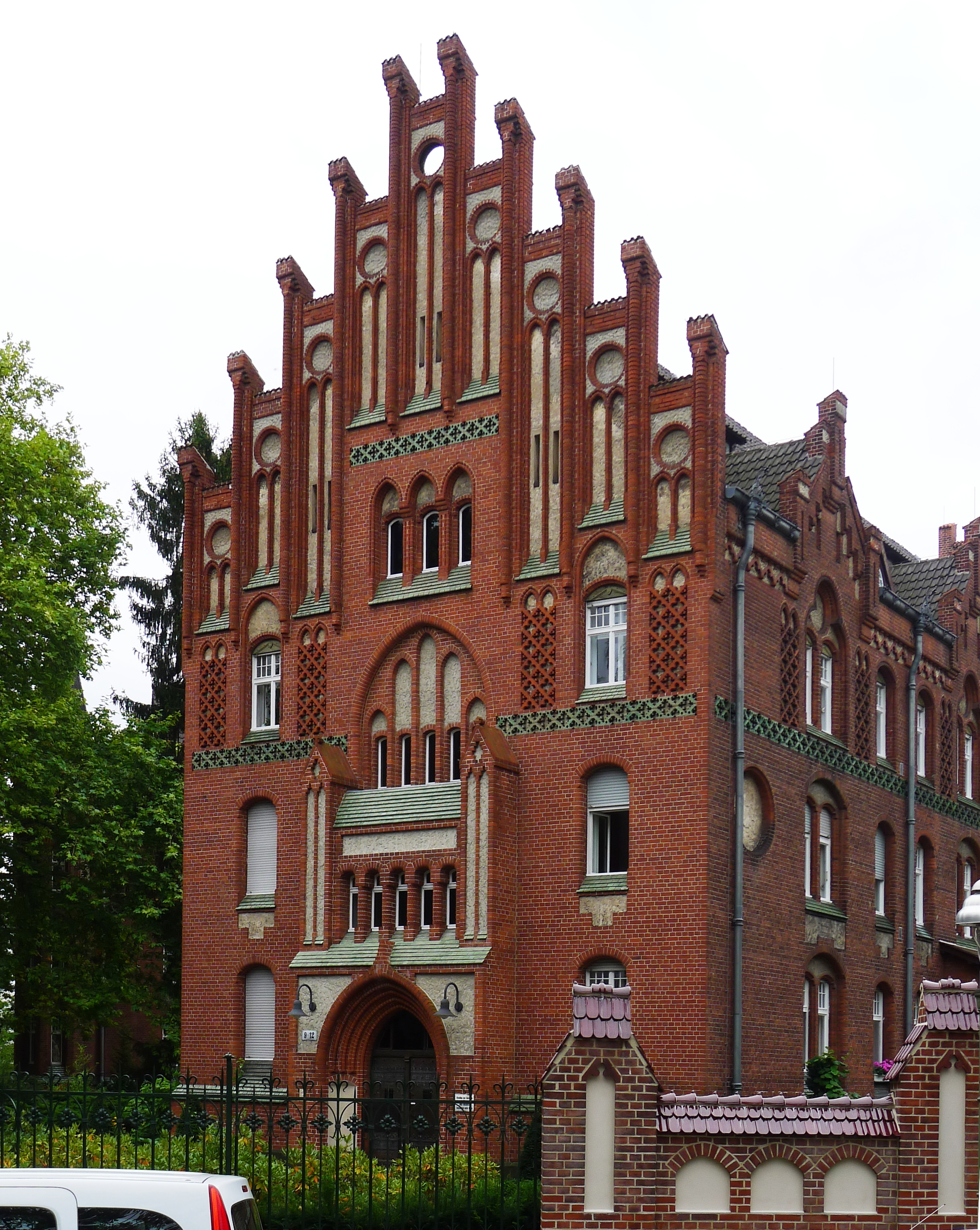
Das Rother-Stift in der Kommandantenstraße 9–12

Das Rother-Stift ist ein denkmalgeschütztes Gebäude in der Kommandantenstraße 9–12 im Berliner Ortsteil Lichterfelde. Es steht unter der Objektdokumentnummer 09065926 in der Denkmaldatenbank des Landes Berlin.

## Geschichte

Historische Aufnahme

Im Jahr 1840 wurde von dem preußischen Minister Christian Rother die Rother-Stiftung gegründet. Diese Stiftung sollte unverheirateten Töchtern von Offizieren und Beamten im Alter Unterkunft bieten. Der Sitz der Stiftung befand sich zuvor in der Nähe des Halleschen Tores am heutigen Mehringdamm (damals: Belle-Alliance-Straße). Mitte der 1890er Jahre wurde das Grundstück am Mehringdamm verkauft und erzielte einen so hohen Erlös, dass das drei Hektar große Grundstück in Groß-Lichterfelde gekauft werden konnte. Von 1896 bis 1898 wurde dann von dem Architekten Alfred Kärner das Gebäude auf diesem Grundstück errichtet. Der Bau wurde ausgeführt von den Architekten Reimarus und Hetzel. Die Einweihung des Gebäudes erfolgte am 5. Oktober 1898.  Das neue Gebäude beherbergte etwa 40 Bewohnerinnen. Aufgrund der Inflation nach dem Ersten Weltkrieg war die Stiftung dazu gezwungen, Teile des Grundstücks zu verkaufen.
Am 8. Februar 1934 wurde die Jüdin Betti Kierski in die Stiftung aufgenommen. Aufgrund der Rassenpolitik der Nationalsozialisten musste sie die Stiftung am 20. Dezember 1938 verlassen. Sie erhielt allerdings bis zu ihrem Suizid am 26. September 1942 weiterhin ihre Rente. Am 26. April 2014 wurde in Gedenken vor dem Grundstück ein Stolperstein verlegt.
Nachdem das Rother-Stift zuvor jahrelang mit finanziellen Problemen zu kämpfen hatte, wurde der Besitz 2007 an den Beamten-Wohnungs-Verein verkauft. Heute befinden sich der Altbau und ein moderner Neubau auf dem Grundstück.

## Architektur und Gelände

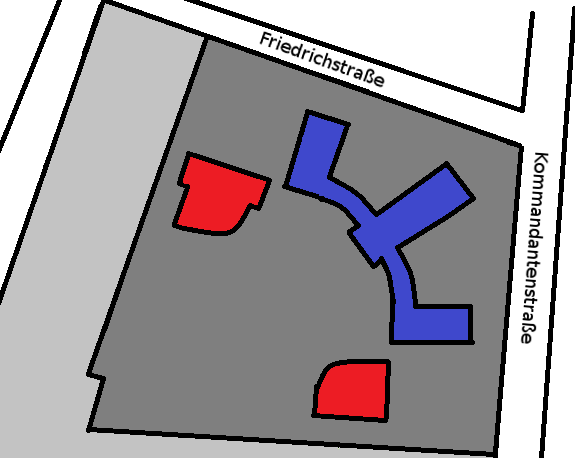
Lage- und Grundstücksplan
Hellgrau: Ehemaliger Besitz der Stiftung
Grau: Heutiger Besitz
Rot: Neubauten (1997)
Blau: Altbau (1898)

Das Grundstück Kommandantenstraße 9–12 liegt etwa einen Kilometer südwestlich des Bahnhofs Lichterfelde West. Es grenzt im Norden an die Friedrichstraße, im Osten an die Kommandantenstraße, im Süden an Wohnhäuser der Pfleidererstraße und im Westen an eine Siedlung an der Köhlerstraße.
Das seit 1992 unter Denkmalschutz stehende Gebäude gehört dem Stil der Backsteingotik an. Zahlreiche Ornamente wie zum Beispiel für Gebäude dieses Stils typische Friese und Bögen verzieren die Fassade des Gebäudes. Das alte Hauptgebäude besteht aus drei Flügeln, die wie ein Halbbogen entlang der Friedrichstraße und der Kommandantenstraße angeordnet sind. Vom Hauptflügel, dessen Eingang sich an der Ecke Friedrichstraße / Kommandantenstraße befindet, gehen jeweils links und rechts zwei Gänge ab, die den Hauptflügel mit den zwei Nebenflügeln verbinden. Im gesamten Altbau befinden sich derzeit 48 bewohnbare Objekte.
Auf dem Gelände befinden sich außerdem zwei 1997 errichtete Neubauten, die weitere 38 Wohnungen beherbergen.